# Paepalanthus scopulorum
Paepalanthus scopulorum är en gräsväxtart som beskrevs av Harold Norman Moldenke. Paepalanthus scopulorum ingår i släktet Paepalanthus och familjen Eriocaulaceae. Inga underarter finns listade i Catalogue of Life.